# Бурцево (Талдомский городской округ)
Бурцево — деревня в Талдомском районе Московской области России. Входит в сельское поселение Гуслевское. 

## География
Расположена в южной части района, примерно в 19 км к юго-юго-востоку от центра города Талдома. В 3,5 км западнее проходит региональная автодорога Р112. Ближайшие населённые пункты — деревни Бардуково, Гуслево, Сосково и Федотово.

## История
В «Списке населённых мест» 1862 года Бурцево — владельческая деревня 2-го стана Александровского уезда Владимирской губернии по правую сторону реки Дубны, к югу от Нушпольского болота, при пруде и колодце, в 75 верстах от уездного города, с 32 дворами и 217 жителями (110 мужчин, 107 женщин).
По данным 1905 года входила в состав Нушпольской волости Александровского уезда, в деревне было 39 дворов, проживало 272 человека.
Постановлением президиума Моссовета от 31 марта 1923 года вместе с частью селений Нушпольской волости была включена в состав Гарской волости Ленинского уезда Московской губернии.
По материалам Всесоюзной переписи населения 1926 года — деревня Павловического сельского совета Гарской волости Ленинского уезда, проживало 224 жителя (112 мужчин, 112 женщин), насчитывалось 47 хозяйств, среди которых 38 крестьянских.
С 1929 года — населённый пункт в составе Ленинского района Кимрского округа Московской области. Постановлением ЦИК и СНК от 23 июля 1930 года округа́ как административно-территориальные единицы были ликвидированы. Постановлением Президиума ВЦИК от 27 декабря 1930 года городу Ленинску было возвращено историческое наименование Талдом, а район был переименован в Талдомский.
С 1994 по 2006 год — деревня Павловического сельского округа Талдомского района.
С 2006 года — деревня сельского поселения Гуслевское.

## Население
| 1859 | 1905 | 1926 | 2002 | 2006 | 2010 |
| ---- | ---- | ---- | ---- | ---- | ---- |
| 217  | ↗272 | ↘224 | ↘1   | ↘0   | ↗1   |